# Murgenthal
Murgenthal est une commune suisse du canton d'Argovie, située dans le district de Zofingue.

## Histoire

Photo aérienne en 1970.

Le territoire appartient au bailliage d'Aarbourg, possession des Frobourg jusqu'en 1299, puis des Habsbourg jusqu'en 1415, puis de la ville de Berne. 
La commune est fondée en 1901 à la suite de la fusion de Riken et Balzenwil ; avec plus de 18 km2, Murgenthal est la troisième plus grande commune du canton d'Argovie. La commune de Murgenthal inclut les localités de Riken, Balzenwil et Glashütten.

## Personnalités
- Martin Plüss, joueur de hockey.